# Amazonas-Fingerratte
Die im nördlichen Südamerika verbreitete Amazonas-Fingerratte (Dactylomys dactylinus) ist ein Nagetier in der Gattung der Fingerratten. Sie unterscheidet sich in verschiedenen morphologischen Merkmalen deutlich von den beiden anderen Gattungsvertretern. Das Typusexemplar stammt aus dem nördlichen Amazonasbecken.

## Merkmale
Dieses große Nagetier erreicht eine Kopf-Rumpf-Länge von etwa 315 mm, die Schwanzlänge ist allgemein um ein Viertel länger, die Hinterfüße sind etwas länger als 60 mm und die Länge der Ohren liegt ungefähr bei 20 mm. Das Fell ist überwiegend gesprenkelt ockerfarben mit gelben Tönen. Der Kopf ist durch zimtfarbene Haare gekennzeichnet, die um die Ohren, an der Nase und auf dem Hinterkopf dunkler und rötlicher werden, so dass die Grenze zum Rücken deutlich erkennbar ist. Zu den Seiten und Oberschenkeln hin wird das Fell rötlicher oder orange. Auf der Unterseite kommen wenige weiße Haare vor. Am Schwanz sind nur die vorderen 6 cm behaart. Danach folgen große Schuppen, die sich rau anfühlen. Typisch ist ein großer Schädel mit kurzem Schnauzenteil.

## Verbreitung
Die Amazonas-Fingerratte bewohnt das zentrale Amazonasbecken in Brasilien und angrenzende Bereiche von Venezuela, Kolumbien, Ecuador, Peru und Bolivien. Sie hält sich in tropischen Wäldern auf und ist oft im Dickicht mit Bambus oder Rohrkolbengewächsen zu finden. Die nachtaktiven Exemplare klettern in Bäumen und erreichen oft die Oberschicht des Waldes.

## Lebensweise
Diese Fingerratte ist oft gut versteckt doch ihre Rufe können über weite Entfernungen gehört werden. Diese bestehen meist aus 5 bis 10 Tönen, die kurz hintereinander erklingen. In Ecuador wurden Rufe mit bis zu 42 Tönen registriert. Das durchschnittliche Revier ist 0,43 Hektar groß. Trächtige Weibchen sind aus dem Juni zum Ende der Regenzeit bekannt.

## Gefährdung
Die IUCN listet die Art als nicht gefährdet (least concern) aufgrund fehlender Bedrohungen und einer vermutlich stabilen Gesamtpopulation.